# Man Group
Man Group plc è una società attiva di gestione degli investimenti quotata alla Borsa di Londra. Fornisce una gamma di fondi su mercati liquidi e privati per investitori istituzionali e privati a livello globale ed è la più grande società di hedge fund quotata in borsa al mondo, con 151,4 miliardi di dollari di fondi in gestione nel marzo 2022. L'azienda, che ha sede centrale presso Riverbank House a Londra e impiega oltre 1.400 persone in varie località del mondo, è stata sponsor del Man Booker Prize dal 2002 al 2019.

## Storia
L'azienda è stata fondata da James Man nel 1783 come fabbrica di botti e intermediazione di zucchero, con sede a Harp Lane a Billingsgate. L'anno successivo Man Group vinse il contratto per fornire alla Royal Navy il rum per il suo "rum tot" quotidiano, una tradizione in base alla quale a tutti i marinai veniva assegnata una razione giornaliera di rum. Questa tradizione continuò fino al 1970, con Man Group che mantenne il contratto per tutto il tempo. L'azienda si espanse ulteriormente dallo zucchero e dal rum ad altri prodotti come caffè e cacao. Commerciò come attività di materie prime per tutto il XIX e XX secolo, diversificandosi gradualmente nei servizi finanziari in seguito all'avvento di scambi finanziari per coprire le esposizioni alle materie prime.
L'azienda fu ribattezzata ED&F Man nel 1869, sulla base delle iniziali dei nipoti di James Man, Edward Desborough Man e Fredrick Man. ED&F Man quotata alla Borsa di Londra nel 1994. Nel 2000 la società si è divisa in due attività completamente separate, con Man Group plc focalizzata esclusivamente sui servizi finanziari e ED&F Man (la divisione materie prime) privata tramite un management buy-out.
Nel 2007 Man Group ha assunto la sua forma attuale di società di gestione degli investimenti, in seguito alla scissione e alla quotazione della sua attività di intermediazione (nota come MF Global) alla Borsa di New York.  Man Group ha raggiunto nel tempo l'attuale assetto attraverso acquisizioni, ora pienamente integrate per formare motori di investimento. Man AHL è il gestore degli investimenti più anziano del gruppo, essendo stato acquisito nel tempo dal 1989 al 1994. Gli altri gestori degli investimenti di Man Group sono stati formati tramite acquisizioni tra il 2010 e il 2017, a partire dall'acquisizione nel 2010 di Man GLG (precedentemente GLG Partners) per $ 1,6 miliardi, seguito da Man FRM nel 2012, Man Numeric nel 2014 e Man GPM nel 2017.
Alla fine del 2017, Man Group ha annunciato la creazione di un hedge fund quantitativo in Cina. L’azienda possiede le licenze per operare nel Paese dal 2012, ma ha ottenuto l’autorizzazione per operare come gestore di fondi di investimento in titoli privati: Man è uno dei primi gestori di investimenti sistematici a ricevere questo accreditamento. Il fondo sarà gestito dalla divisione AHL di Man Group.  Più recentemente, Man AHL ha ricevuto l'approvazione per una licenza di investitore istituzionale estero qualificato ("QFII") in Cina.

## Struttura e operazioni
Man Group dispone di cinque motori di investimento che offrono un'ampia gamma di strategie alternative, gestite su base sistematica e discrezionale su mercati liquidi e privati. Impiega oltre 500 esperti di quantificazione e tecnologia, offre oltre 75 strategie di investimento in una varietà di approcci di investimento, stili e classi di attività e opera in oltre 800 mercati in tutto il mondo.

### Man AHL
Fondato nel 1987, Man AHL è un gestore di investimenti quantitativi diversificati che offre fondi a rendimento assoluto e di lunga durata.

### Man Numeric
Man Numeric è stata fondata nel 1989 e acquisita da Man Group nel 2014. Man Numeric, gestore patrimoniale quantitativo con sede a Boston, offre strategie azionarie con estensione attiva e con copertura. Man Group ha acquisito Man Numeric per creare un'attività diversificata di gestione quantitativa di fondi e per sviluppare la presenza di Man Group nel mercato nordamericano.

### Man GLG
Man GLG nasce a Londra nel 1995 come GLG Partners. È stata quotata in borsa nel 2007 prima di essere acquisita da Man Group nel 2010 per 1,6 miliardi di dollari. Man GLG è un gestore di investimenti discrezionali multi-team. Man GLG utilizza strategie a rendimento assoluto in tutte le classi di attività, settori e aree geografiche. Si prevedeva che l'acquisizione di Silvermine nel gennaio 2015 avrebbe dato impulso alle attività CLO statunitensi della divisione.

### Man FRM
Fondata nel 1991 e acquisita da Man Group nel 2012, i professionisti della ricerca e degli investimenti di Man FRM operano da Londra, New York, Tokyo, Guernsey e Pfäffikon (SZ), Svizzera.

### Man GPM
Man Global Private Markets Group (Man GPM) è stato lanciato nel 2017, con l'acquisizione completata di Aalto Invest Holding AG, una società di gestione degli investimenti immobiliari con un patrimonio in gestione all'epoca di 1,7 miliardi di dollari.

## Attività di beneficenza
Man Group sostiene varie iniziative di beneficenza incentrate sulla promozione dell'istruzione, gestite principalmente attraverso il Man Charitable Trust e la Man US Charitable Foundation:

### Man Charitable Trust e la Man US Charitable Foundation
Fondato nel 1978, The Man Charitable Trust è un ente di beneficenza registrato e indipendente che finanzia enti di beneficenza di piccole e medie dimensioni concentrandosi su programmi di alfabetizzazione e matematica. Finanzia inoltre programmi a sostegno dell’accesso all’istruzione per le persone svantaggiate. Nel 2019, Man Group ha lanciato la Man US Charitable Foundation per fornire opportunità di finanziamento e volontariato negli Stati Uniti. Nel 2021, Man Group ha donato 4 milioni di dollari a entrambi gli enti di beneficenza.

### King's Maths School
Man Group è un sostenitore di beneficenza della King's College London Mathematics School ("King's Maths School"), una scuola specializzata finanziata dallo stato per matematici di talento di età compresa tra 16 e 19 anni, gestita in collaborazione con il King's College London. La scuola offre un'istruzione matematica di alta qualità a studenti che hanno una particolare attitudine ed entusiasmo per la materia e offre un vero e proprio percorso di accesso per gli studenti che provengono da contesti spesso sottorappresentati nelle scienze matematiche.

### Oxford-Man Institute
Nel giugno 2007 Man ha lanciato un progetto congiunto con l'Università di Oxford, l'Oxford-Man Institute of Quantitative Finance. L'impegno finanziario iniziale di Man Group nei confronti dell'istituto è stato di 13,75 milioni di sterline, una delle più grandi donazioni a un istituto di istruzione superiore britannico negli ultimi anni.  Nel 2016 l'Oxford-Man Institute ha ampliato la propria attenzione all'apprendimento automatico e all'analisi dei dati, diventando parte del Dipartimento di Scienze ingegneristiche dell'Università di Oxford. Lo sviluppo del focus dell'OMI crea un hub per l'apprendimento automatico e l'analisi dei dati presso Eagle House, l'attuale sede dell'OMI e del laboratorio di ricerca di Oxford di Man AHL.
Nel dicembre 2019, l'Università di Oxford e Man Group hanno annunciato che il sostegno finanziario all'Oxford-Man Institute (OMI) era stato concordato per altri cinque anni.

### Ex sponsorizzazioni
Man Group è uno degli ex sponsor del Man Group International Climate Change Award e del Man Asian Literary Prize.  Negli anni '90, Man è stato un membro fondatore della East London Partnership, che divenne la East London Business Alliance, un ente di beneficenza di sensibilizzazione della comunità imprenditoriale che promuove la responsabilità sociale delle imprese e il volontariato dei dipendenti.